# Stepnoe
Stepnoe (in russo Степное?, fino al 1899 si chiamava Novyj Burukšun) è un villaggio della Russia europea meridionale, situato nel Territorio di Stavropol'; è il centro amministrativo del distretto Stepnovskij.
Si trova 316 km a sud-est di Stavropol'.